# Игра на топчета
Лимки (или още стъклени топчета, мраморни топчета) е детска игра, която се играе с топчета, направени от стъкло, глина, керамика или порцелан, а понякога и с метални топчета от машинни лагери, или топчета от глина изпечени на слънце от най-бедните деца. Техният диаметър варира от около 0,5 до около 3 cm, в отделни случаи почти до 8 cm.

## История на производството
Топчетата са споменавани в литературата на Древна Гърция, остров Крит, Древен Рим и Древен Египет. Изработвани са от камък или глина.
Най-старото намерено топче датира от 6000 г. пр. Хр. и се съхранява в музея на Оксфорд. В древността за играта са били използвани орехи, лешници, костилки от маслини и дори скъпоценни или полускъпоценни камъни.
През късното средновековие и ренесанса топчетата от дърво или метал стават дело на занаятчии, а през XIV век венецианските майстори стъклари са прочути с изработката им от стъкло.
В Германия керамичните се появяват през 1870, а стъклените – през 1848 г. Отначало топчетата са правени на ръка, но към края на 19 век навлиза масовото машинно производство. В България преди 1990 г. най-масово разпространените обикновени стъклени топчета без украса в тях са от лимонадени бутилки с топчета.

## Правила на играта
Играта има много версии по света. Един начин за игра е да се начертае кръг с пръчка в пясъка, и отделните играчи да се редуват и с тяхното топче да се опитат да избутат топчетата на другите от кръга. Друг начин е да се издълбае дупка в пясъка или земята и да се правят опити да се вкара топчето в дупката като междувременно се елиминират топчетата на другите играчи. В трети вариант целта на играта е да се уцелят и „пленят“ противниковите топчета, като така те преминават от едни в други ръце и сменят собственика си. Четвърти вариант е да се целят заложени топчета, като може да се цели и топчето на противника.
За спечелването на играта се използват различни тактики, като например хвърляне на топчето в защитена или отдалечена територия. Както при всички детски игри, правилата търпят промени и се адаптират към обстановката. Не по-маловажно значение от ловкостта за играта има и естетическото удоволствие от различните цветове и по-рядко разпространените топчета.

## Наименования
- Деца, играещи на топчета
- Деца, играещи с орехи, детски саркофаг, около 270–300г. Музей Пио Клементио, Ватикана
- Игра на топчета, картина от Карол Витковски
- Игра на топчета в Непал
- Надбягване с топчета, носени в лъжица

В различните краища на България стъклените топчета имат различни имена. Много от тях са производни на турската дума билюр (billûr), която означава „кристално стъкло“.
- абета
- билета
- бопчеа – Пазарджик
- били
- билички – в Бургас, Гоце Делчев, Раковски (град)
- билюри – в Тръстеник, Русе
- биренки, масльонки – направени от кафяво или тъмнозелено бирено стъкло – в София
- бубички – в Шумен
- бумбальоци
- бешки в Елхово
- браболета в Кюстендил
- валаме́та във Видин
- варани във Видин
- върлак, върлаци – в Карлово
- гелнички – в Сливен
- гечки – в Панагюрище
- дечки – в Габровско
- джамини, джамени, джаменки – в Пловдив
- енгери – в Смолян
- комбета – в Копривщица
- коски – в Благоевград
- лимки – във Варна, Добрич, Шумен и Разград
- листенца – прозрачно топче с оцветени листовидни форми в него, в Габрово и Бургас
- манички – в Сандански, Петрич
- мискети – в Кърджали
- сирийчета – във Враца, София
- скамбалови, скамболови – в Хасково и Кърджали
- стъклѐта – в Дупница
- стъклени перли – в Касталия
- пеперудки – във Велико Търново
- зук – във Велико Търново
- тройче – в Самоков
- американки – тъмносини и отвътре няма котешко око като на повечето

Наименованията израелки и скамбаловчета за стъклени топчета са съответно от Израел и Сирия, откъдето са се внасяли. Пластмасовите топчета в София са наричани гу̀ди, съответно по-малките полугуди и минигуди.

## Употреба в дома
Цветните топчета служат и за украса. Поставени в аквариум, прозрачна ваза, саксия или дори просто в съд върху пясък, те са обичайно допълнение на интериора.